# 岡宮
岡宮（おかのみや）とは、静岡県沼津市の大字。

## 地理
静岡県沼津市北東部に位置し、南北に細長い領域を持つ。沼津市の中心から岡宮の中心まで、約3.5kmほどである。概ね沼津インターチェンジから国道1号までにわたる。近年、人口が増加している金岡地区にあり、岡宮自体も人口が増加している。金岡地区で一番人口が多い大字である。
北から足高、東熊堂（ひがしくまんどう）、岡一色、西熊堂（にしくまんどう）、松沢町、北園町、宮前町、花園町、筒井町、神田町、共栄町、大岡と隣接する。
北側の東名高速道路沼津インターチェンジ周辺は一見、都会のような雰囲気を見せる。少し南下すると、加藤学園暁秀中学校・高等学校、静岡県立沼津東高等学校がある。東の地区にある静岡県道83号沼津インター線（通称:沼津ぐるめ街道）は食料関係の店が多い。沼津IC南交差点はその終点。東、南に行くと国道246号がある。岡一色との境界近くに光長寺がある。先ほどの交差点を西に行くと学園通りまで繋がる道路に出る。この道路は通行量が多い。その途中で静岡県道405号足高三枚橋線、静岡県道22号三島富士線と繋がる交差点がある（通称:宮下交差点）。南に行くと、国道1号に出る。

### 小字
旧駿東郡岡宮村・金岡村当時から使われている小字である。
| - 虎杖原 - 西上荒狗 - 大荒狗 - 西久保 - 大地込 - 西ノ畑 - 上荒狗 | - 馬場 - 上二又久保 - 土手内 - 下松沢 - 中尾 - 寺下 - 仲沖 | - 談所 - 七ツ枝 - 天神ヶ尾 - 御堂林 - 宮久保（宮上と宮下） - 焼土手 - 六右エ門畑 |

## 読み・書きについて
正しくは、沼津市岡宮であるが、岡宮と書いておかのみやと読むのはおかしいので、岡宮に「の」を付けて、岡の宮とする場合もある。
- 岡の宮と書く場合
  - 東名高速道路の高架上にある町内の橋「岡の宮橋」
  - 静岡県道22号三島富士線の宮下交差点西の地名案内表示「沼津市岡の宮」

## 世帯数と人口
2018年（平成30年）4月1日現在の世帯数と人口は以下の通りである。
| 大字 | 世帯数    | 人口    |
| ---- | --------- | ------- |
| 岡宮 | 2,905世帯 | 6,397人 |

### 人口の変遷
2004年（平成16年）から、2013年（平成25年）までの沼津市の統計をもとに、以下の表に人口を記す。
| 年度   | 人口(人) |
| ------ | -------- |
| 2004年 | 5194     |
| 2005年 | 5250     |
| 2006年 | 5341     |
| 2007年 | 5421     |
| 2008年 | 5566     |
| 2009年 | 5566     |
| 2010年 | 5498     |
| 2011年 | 5584     |
| 2012年 | 5722     |
| 2013年 | 5987     |

## 教育
- 校区
  - 小学校
    - 沼津市立金岡小学校 - 地内西側。2011年現在、町内の北部は区画整理中。北部には通学バスが通っている。南部は比較的近い。
    - 沼津市立門池小学校 - 地内西側。学校の位置は少し遠方にある。町内では金岡小学校区より広いが金岡小学校が近いので、あまりこの小学校に行く児童は見られない。

  - 中学校
    - 沼津市立金岡中学校 - 一般的に近い。学園通り沿いにある。

## 交通

### 鉄道
- JR東海道新幹線 - 町内を通過するのみで、町内に駅はない。

新幹線を利用する場合は、大岡駅→沼津駅→三島駅となる。最寄駅は大岡駅。徒歩で40分ほど。

### バス
- 町内にあるバス停:上荒狗、宮下入口、暁秀高校、下松沢、東高校入口、東高校、高畑、中尾、寺下、宮下、天神ヶ尾、西天神ヶ尾 - 計12地点[6]

天神ヶ尾、西天神ヶ尾のみ伊豆箱根鉄道、富士急シティバスの2路線が停車する。

### 道路
町内を通る高速道路、地域高規格道路
（）はインターチェンジ
- 東駿河湾環状道路伊豆縦貫自動車道（沼津岡宮インターチェンジ）
- 東名高速道路

(沼津インターチェンジは、岡宮の中には含まれない（足高にある）)
最寄りのインターチェンジ
- 東名高速道路沼津インターチェンジ
- 新東名高速道路長泉沼津インターチェンジ
- 東駿河湾環状道路沼津岡宮インターチェンジ

国道
- 国道1号 - 天神ヶ尾地区を通る。

県道
- 静岡県道22号三島富士線(通称:根方街道)
- 静岡県道83号沼津インター線(通称:沼津ぐるめ街道)
- 静岡県道405号足高三枚橋線

主な市道
- 沼津市道三枚橋岡宮線

主な交差点
地名表記のある交差点は太字で表記した。その他、地元民の通称などは、普通の字で表記した。
- 沼津岡宮I.C.（ぬまづおかのみやインターチェンジ）交差点 - 静岡県道405号足高三枚橋線、東駿河湾環状道路(伊豆縦貫道)、東名高速道路交点。2008年開通、東駿河湾環状道路との接続は2009年開通。ここから、東名方面、伊豆縦貫道に乗り入れることができる。
- 岡宮中（おかのみやなか）交差点
- 岡宮談所（おかのみやだんしょ）交差点
- 宮下（みやした）交差点 - 静岡県道405号足高三枚橋線、静岡県道22号三島富士線、市道交点。渋滞が多く、危険。県道405号の事実上の終点。
- 共栄町（きょうえいちょう）交差点 - 国道1号、静岡県道405号足高三枚橋線(名義上、当交差点以南の通称は学園通り)交点。一応、周辺の町との境界線上にある。

## 施設
教育
- 静岡県立沼津東高等学校
- 光長寺幼稚園 - 光長寺の近く。

寺社
- 光長寺
- 岡宮浅間神社

道路
- 沼津岡宮インターチェンジ - 東駿河湾環状道路（伊豆縦貫自動車道）の起点

会社
- 米久（本社）
- 中日本高速道路東京支社沼津工事事務所

## その他

### 日本郵便
- 郵便番号 : 410-0011[3]（集配局：沼津郵便局[7]）。

### 警察
町内の警察の管轄区域は以下の通りである。
| 番・番地等 | 警察署     | 交番・駐在所      |
| ---------- | ---------- | ----------------- |
| 全域       | 沼津警察署 | 岡宮交番 金岡交番 |

## 参考資料
- 沼津市タウンガイド - 2011年11月1日の情報
- 沼津市ホームページ - 脚注参照。